# Attagenus fasciatus

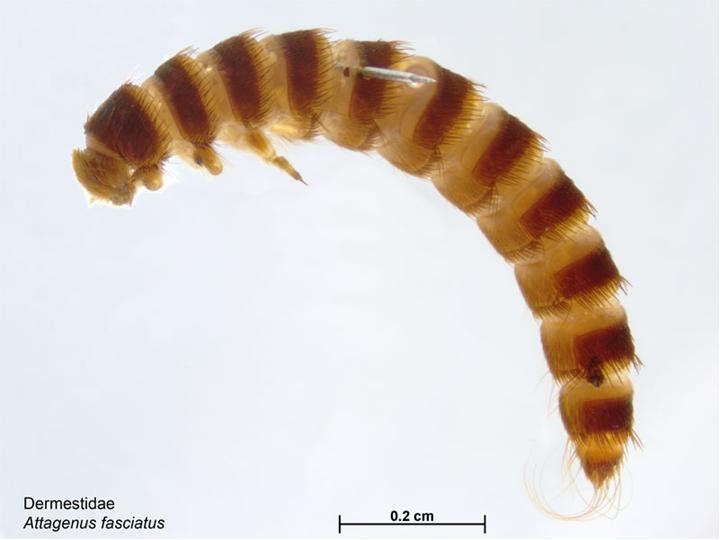
Larva de Attagenus fasciatus.

Attagenus fasciatus es una especie de coleóptero de la familia Dermestidae.
Mide 3.6–5.8 mm. Se alimentan de lana, cuero piel, comidas almacenadas; se lo considera una plaga. Se los encuentra dentro y fuera de las casas. De origen paleártico; ahora se distribuyen por todo el mundo, excepto los polos.